# Android Honeycomb
Pour les articles homonymes, voir Android.
Android Honeycomb (signifiant « alvéole d'abeille ») est un système d'exploitation mobile sorti fin décembre 2010 et développé par Google. Il possède aussi le nom de Android 3.

## Présentation
Contrairement aux précédentes versions d'Android, cet OS est spécialement conçu pour les tablettes et autres terminaux disposant d'un grand écran.
Il a la particularité de ne plus nécessiter de touches physiques, et est entièrement pilotable au doigt et à l'écran.
Parmi les nouveautés, notons des applications dédiées complètement redessinées, une recherche universelle améliorée, un menu d'état en bas à droite de l'écran pour remplacer la barre habituelle et de grands écrans d'accueils.
Il sera remplacé par Android Ice Cream Sandwich (4.0), censé unifier les mondes du smartphone et de la tablette.

## Évolution
Dans sa version 3.2, Android Honeycomb offre désormais la possibilité d'adapter la taille de l'écran en fonction des différentes applications développées avec la prise en charge du format WSVGA en plus du WXGA. De plus, il existe plusieurs fondeurs qui peuvent proposer leurs puces, ce qui enlève l'hégémonie de Nvidia.

## Logo
Contrairement aux précédentes versions, Google a décidé d'imprimer une identité visuelle forte à celle-ci car elle s'éloigne des smartphones, le cœur de métier d'Android, pour celui des tablettes. Ainsi, comme en anglais honeycomb signifie nid d'abeilles, le logo n'est plus un petit robot vert mais ce même robot muni d'ailes d'abeille et de couleur noire et bleue.

## Produits

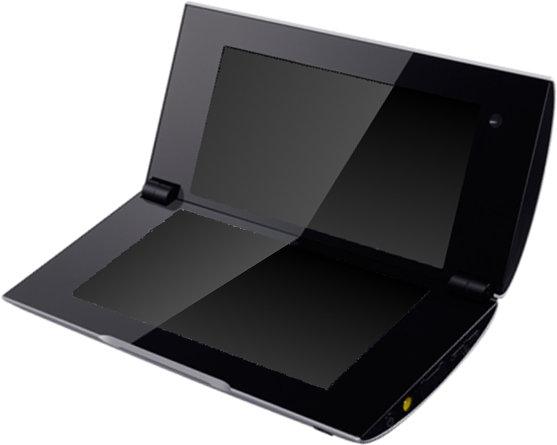
La SONY Tablet P

Au départ, les tablettes sous Android utilisaient FroYo, comme la Samsung Galaxy Tab.
Mais la génération suivante de tablettes sous Android, à l'exception de la HTC Flyer sous Gingerbread, sortent toutes sous ce système d'exploitation. On peut citer toutes les tablette Archos des séries Internet tablet et Home tablet, l'Acer Iconia Tab, le Toshiba Folio 100, Creative Ziio, LG Optimus Pad, Huawei S7.
Cet OS particulièrement souple permet à Asus de créer une tablette hybride, dont l'apport d'un clavier est totalement conçu dans le concept, l'ASUS Eee Pad Transformer.
Plusieurs tablettes qui sortiront en cette fin d'année 2011 ont été annoncées utilisant cet OS: les futures Samsung Galaxy Tab 10.1 et 8.9. On peut citer aussi les premières tablettes de SONY: les Tablet S et Tablet P.

## Couche graphique
Sous android 3.0.x[Quand ?], les fabricants ne pouvaient pas changer l'apparence du système d'exploitation. Avec Android 3.1[Laquelle ?], on retrouve une qualité d'Android qu'est la possibilité[non neutre] de permettre à chaque marque de pouvoir mettre une surccouche. La première tablette à disposer de cette amélioration a été la Samsung Galaxy Tab 10.1 avec TouchWiz[Passage à actualiser].